# João da Costa Melo
João da Costa Melo (Desterro, ca. 1839 — Desterro, 6 de dezembro de 1884) foi um militar e político brasileiro.
Filho de João da Costa Melo e de Eufrosina da Costa Melo.
Foi tenente-quartel mestre do 2º Batalhão de Infantaria da Guarda Nacional de São Miguel da Terra Firme (19 de fevereiro de 1869).
Foi deputado à Assembleia Legislativa Provincial de Santa Catarina na 21ª legislatura (1876 — 1877).